# Mariana Yampolsky

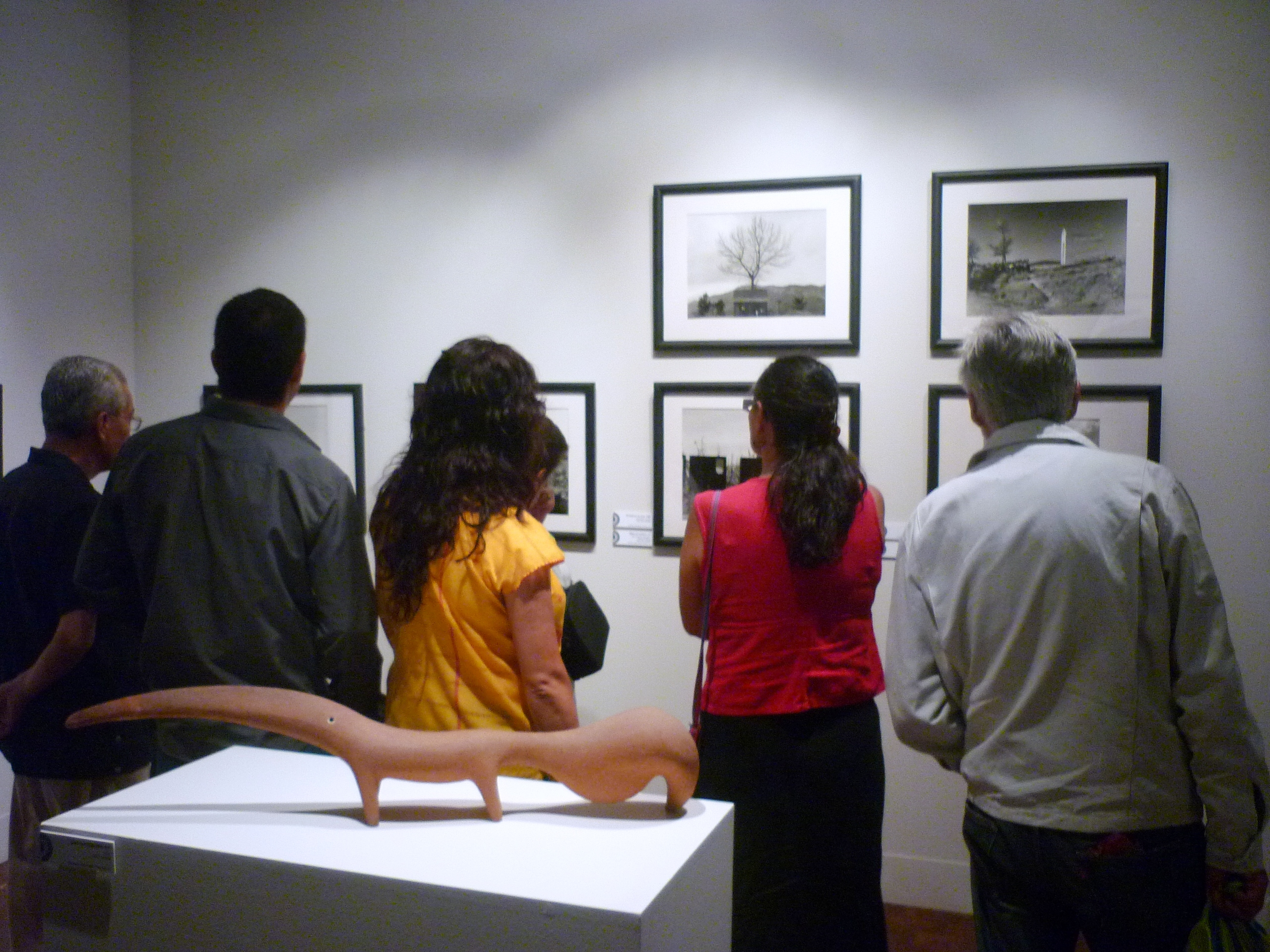
Výstava děl autorky v Museo de Arte Popular

Mariana Yampolsky (6. září 1925 – 3. května 2002) byla mexicko-americká fotografka. Významná postava mexické fotografie 20. století se specializovala na fotografování obyčejných lidí v každodenních situacích ve venkovských oblastech země. Narodila se ve Spojených státech, ale do Mexika přišla studovat umění a nikdy neodešla a v roce 1958 se stala mexickou občankou. Její kariéra ve fotografii začala jako vedlejší produkt k dokumentování cest a práce v umění a politice, ale své fotografie začala ukazovat v 60. letech. Od té doby až do své smrti v roce 2002 byla její práce vystavována na mezinárodní úrovni a získávala ocenění a další uznání za jejího života i posmrtně.

## Životopis
Mariana Yampolsky se narodila 6. září 1925 v Chicagu ve státě Illinois. Její matka byla Hedwig Urbachová. Její otec, Oscar Yampolsky, byl ruský židovský sochař a malíř, který emigroval do Spojených států, aby unikl antisemitismu. Dokud nedokončila střední školu, vyrůstala na farmě svého dědečka z otcovy strany v Illinois. Její matka pocházela z německé židovské rodiny z vyšší třídy, jejíž rodina později emigrovala do Brazílie, aby unikla nacistům. Strýc její matky byl Franz Boas, který založil obor antropologie ve Spojených státech. Její rodina byla intelektuální, kultivovaná, socialistická se světonázorem, který byl později definován jako „ globální humanismus “.
V roce 1944 získala bakalářský titul ze sociálních věd na Chicagské univerzitě. Téhož roku zemřel její otec a matka se přestěhovala do New Yorku. Na vysoké škole se Yampolsky poprvé dozvěděla o Taller de Gráfica Popular poté, co se zúčastnila prezentace v kampusu pořádané umělci, kteří byli součástí skupiny. Uvědomila si, že chce být součástí skupiny, a ušetřila dost peněz, aby mohla cestovat a připojit se. Následující rok odjela Yampolsky studovat do Mexika, kde strávila zbytek svého života a v roce 1958 se stala mexickou občankou. Zemřela 3. května 2002, zůstal po ní její manžel Arjen van der Sluis.

## Kariéra
I když se nejvíce proslavila fotografováním, věnovala se tisku, litografii a malbě. Působila také jako kurátorka a redaktorka.
Její kariéra začala, když přijela do Mexico City studovat malbu a sochařství na Národní škole pro malbu, sochařství a grafiku, běžně známou jako La Esmeralda. Setkala se s Pablem O'Higginsem, který ji krátce poté představil Leopoldu Méndezovi.
Členkou Taller de Gráfica Popular (Lidové grafické dílny) se stala v roce 1945 jako jediná žena v té době. Jednalo se o organizaci věnovanou vytváření a propagaci umění s politickým sklonem, zejména antifašismu, pro masy, kterou v roce 1937 založili Leopoldo Méndez, Pablo O'Higgins a Luis Arenal. V této skupině byla až do roku 1960 tiskařkou a členkou výkonného výboru. Prostřednictvím Tallera vystavovala své grafické práce z let 1945 až 1958. Její práce s touto skupinou zahrnuje snímky revolucionáře Emiliana Zapaty a zapatistických vojáků. Její práce s Tallerem, stejně jako její vztahy s ostatními členy jí pomohly „zamilovat se“ do Mexika, jeho lidí, lidového umění, vegetace, politiky a kultury. Naučila se tančit mnoho mexických lidových tanců. Během této doby, aby se mohla živit, Yampolsky také pracovala jako učitelka anglické literatury na Garside School.
Setkala se s dalšími umělci své generace včetně Francisca Mory, Ángela Bracha a Alberta Beltrána, kteří jí pomohli naučit se španělsky a povzbudili ji, aby nakreslila vše, co viděla v Mexiku, a to jak v Mexico City, tak v dalších mexických státech. Pracovala také jako kurátorka, organizovala výstavy v Mexiku a v dalších zemích, jako je Švédsko, Japonsko a Francie.
Yampolsky začala svou práci ve fotografii v roce 1948, zpočátku proto, aby zaznamenala své osobní cesty a aktivity Tallera ve 40. a 50. letech 20. století. Vystudovala fotografii na Akademii v San Carlos u Loly Alvarez Bravo a Manuela Alvareze Bravo. Vliv těchto fotografů lze vidět v dílech jako „The Blessing of the Corn“ (60. léta) a „Apron“ (1988). V roce 1951 byla zakládající členkou Salónu de la Plástica Mexicana na Národní škole malířství, sochařství a grafiky. Její první výstava fotografií se konala v roce 1960. Na konci 60. let tři roky cestovala po mexických venkovských oblastech, aby fotografovala pro nakladatelství Fondo de la Plástica Mexicana. Tyto obrázky zahrnují obrazy nástěnných maleb, dílo José Guadalupe Posada, evropské malířství v Mexiku a lidové umění. Od 70. do 90. let byly její fotografie vystaveny na samostatných výstavách v Nizozemsku, Anglii a Mexiku. Za svůj život Yampolsky pořídila přes 66 000 fotografií.
Yampolsky byla grafickou editorkou učebnic pro základní školy, které využívaly mnoho reprodukcí obrazů, grafik, soch a fotografií. Jednalo se o texty věnované matematice, literatuře, přírodním a společenským vědám. Ty čítaly asi 550 milionů knih. V 60. a 70. letech pracovala s Leopoldem Méndezem na knize nazvané „The Ephemera and the Eternal of Mexican Popular Art“. Pracovala jako ilustrátorka pro noviny „El Día“ v Mexico City a publikaci mexického ministerstva komunikací s názvem „Annals“. V 70. a 80. letech spolupracovala na ilustracích pro dětskou knihu s názvem „Colibrí“ a také na přírodovědných učebnicích. V roce 1980 vytvořila knihu „Niños“ (Děti), což je bohatě ilustrovaná umělecká kniha s obrázky dětí v různých fázích od předhispánské po moderní dobu, kterou vydalo mexické ministerstvo veřejného školství. Po zbytek dekády editovala různé umělecké knihy týkající se mexických umělců, jídla, hraček, zvyků a obřadů.
Její práce lze nalézt v 15 monografických knihách a v mnoha veřejných a soukromých sbírkách po celém světě, včetně sbírek Museo de Arte Moderno, Centro Cultural de Arte Contemporáneo, The Museum of Modern Art (MoMA) v New Yorku, Sanfranciské muzeum moderního umění a Fototeca Nacional of INAH v Pachuce. Byla vystavována na více než 50 samostatných výstavách a přibližně 150 skupinových výstavách po celém světě, v zemích jako jsou Spojené státy americké, Velká Británie, Švýcarsko a Itálie.
Yampolsky hrála důležitou roli při budování sbírek obrázků o Mexiku, jako jsou Wittliffovy sbírky, největší ve Spojených státech. Propagovala projekt v Mexiku a představila Wittliff Foundation téměř každému významnému fotografovi v Mexiku.

## Umělecký sklon
Jako fotografku ji ovlivnili: Tinu Modotti, Manuel a Lola Álvarez Bravo, Nacho López a Héctor García. Klasické rozdělení mexického umění na období před hispánskou, koloniální a postnezávislou se v její tvorbě často objevuje spolu s klasickými mexickými obrazy, jako jsou kaktusy, rostliny agáve, koně, terénní pracovníci, masky, pracující ženy a lebky s tématy jako nedostatek, smrt a chudoba.
Většina její tvorby se zaměřila na život na venkově v Mexiku ve 20. století. Zaměřuje se na obyčejné lidi, což v té době nebylo v módě. Yampolsky cituje, že její umění odráží "... momenty v životech lidí, které ostatní možná nevidí nebo si jich neváží." Její práce ukazuje vliv jejích profesorů, Bravos, protože ukazují hrdost na domorodou flóru a obyvatele země, s častým odkazem na důstojnost agrární práce. Její práce je součástí mexické fotografické tradice dokumentující složitost mexické kultury, včetně negativních aspektů, jako je chudoba, nemoci, rezignace a nedostatek hygieny. Její fotografie nejsou inscenované. Při fotografování přesvědčila lidi, aby žili normálním životem. Tyto fotografie odrážejí globální humanismus a antropologické pozadí její rodiny, přičemž důležitými příklady jsou The Exterminating Angel (1991); Waiting for the Priest (Čekání na kněze, 1987); Orange Stand (1969); Stacked Piñata Pots (1988) a Jailhouse Patio (1987), s cílem ukázat různé příčiny a aspekty chudoby v Mexiku.
V rámci jejího zaměření na život na venkově byla důležitým aspektem její práce propagace mexických řemesel a lidového umění, z nichž během svého života nashromáždila sbírku více než 3 000 kusů a byla uvedena v některých jejích dílech. Expozice věnovaná její sbírce byla vystavena v roce 2012 v Museo de Arte Popular v Mexico City.

## Ceny a ocenění
Yampolsky získala ocenění od Sistema Nacional de Creadores sekretariátu kultury. V roce 2000 obdržela od INAH Cenu Miguela Othóna de Mendizábala.
Za celoživotní dílo byla v roce 2012 posmrtně vyznamenána Instituto Nacional de Bellas Artes.

## Nadace Mariany Yampolsky
Nadace Mariany Yampolsky (španělsky Fundación Mariana Yampolsky) byla založena k uctění památky fotografky a k propagaci jejího celoživotního díla. Zavedl ji její manžel Arjen van der Sluis, který nadaci daroval jejich dům ve čtvrti Tlalpan v Mexico City. Nadace má přes 70 000 negativů fotografií souvisejících s umělkyní a jejím životem. Uchovává také kompletní sbírku série „Colibrí“, kterou Yampolsky editovala.